# Sharon Farrell
Pour les articles homonymes, voir Farrell.
Sharon Farrell est une actrice américaine née le 24 décembre 1940 à Sioux City, Iowa (États-Unis) et morte le 15 mai 2023 dans le  comté d'Orange en Californie.

## Filmographie
- 1959 : Kiss Her Goodbye : Emily Wilson
- 1962 : Alfred Hitchcock présente (Alfred Hitchcock Presents) (série télévisée) : Lolly Wilkens (épisode 7-29 « The Matched Pearl »)
- 1962 : Saints and Sinners (en) (série télévisée) : Polly
- 1962 : La Grande Caravane (Wagon Train) (série télévisée) : Judy (épisode « The Orly French Story »)
- 1962 : Des ennuis à la pelle (40 Pounds of Trouble) : Dolores
- 1963 : Empire (en) (série télévisée) : Lisa Barry
- 1963 : Mon Martien favori (My Favorite Martian) (série télévisée) : Gloria Trimble (épisode 1-3 « There Is No Cure for the Common Martian »)
- 1963 : Les Aventuriers du Far West (Death Valley Days) (série télévisée) : Cara Franklin
- 1963 : Haute Tension (Kraft Suspense Theatre) (série télévisée) : Althea Winton (épisode 1-4 « Are There Any More Out There Like You »)
- 1963 : The Lieutenant (en) (série télévisée) : Pam Canford
- 1963 : Gunsmoke (série télévisée) : Lottie Foy (épisode « With a Smile »)
- 1963 : Gunsmoke (série télévisée) : Belle Neff (épisode « Quint's Trail »)
- 1963 : Ben Casey (série télévisée) : Michael Ann Bowersox
- 1964 : Arrest and Trial (en) (série télévisée)
- 1964 : La Grande Caravane (Wagon Train) (série télévisée) : Pearlie Garnet (épisode « The Pearlie Garnet Story »)
- 1964 : Bob Hope Presents the Chrysler Theatre (en) (série télévisée) : Melissa
- 1964 : Gunsmoke (série télévisée) : Annie Gilroy (épisode « Trip West »)
- 1964 : L'Homme à la Rolls (Burke's Law) (série télévisée) : Libby Hale (épisode 2-1 « Who Killed the Surf Broad ? »)
- 1964 : Suspicion (The Alfred Hitchcock Hour) (série télévisée) : Melanie Rydell (épisode « The Second Verdict »)
- 1964 : Bob Hope Presents the Chrysler Theatre (en) (série télévisée) : Ellen Hardin
- 1964 : Le Jeune Docteur Kildare (Dr Kildare) (série télévisée) : Jeanne Sawyer (épisode « Night of the Beast »)
- 1964 : Des agents très spéciaux (The Man from U.N.C.L.E.) (série télévisée) : Sandy Wister (épisode 1-8 « Le Mystère de la chambre forte »)
- 1965 : The Beverly Hillbillies (série télévisée) : Kitty Devine
- 1965 : Suspicion (The Alfred Hitchcock Hour) (série télévisée) : Rosie (épisode « Final Performance »)
- 1965 : Le Fugitif (The Fugitive) (série télévisée) : Elvie (épisode 2-21 « Corner of Hell »)
- 1965 : Bob Hope Presents the Chrysler Theatre (en) (série télévisée) : Penny Carson
- 1965 : Rawhide (série télévisée) : Billie Lou Gufler (épisode « Hostage for Hanging »)
- 1965 : Jinny de mes rêves (I Dream of Jeannie) (série télévisée) : Nina Ferguson
- 1965 : Mes trois fils (My Three Sons) (série télévisée) : Cathy
- 1965 : Le Jeune Docteur Kildare (Dr Kildare) (série télévisée) : Glenda Hester (épisode « Wings of Hope »)
- 1965 : Le Jeune Docteur Kildare (Dr Kildare) (série télévisée) : Rachel Field (épisodes « Something Old, Something New » et « To Visit One More Spring »)
- 1966 : The Wackiest Ship in the Army (en) (série télévisée)
- 1966 : Sauve qui peut (Run for Your Life) (série télévisée) : Jenny
- 1966 : Des agents très spéciaux (The Man from U.N.C.L.E.) (série télévisée) : Leslie Stemmler (épisode 2-29 « Moins x »)
- 1967 : Le Cheval de fer (The Iron Horse) (série télévisée) : Carrie
- 1967 : Des agents très spéciaux (The Man from U.N.C.L.E.) (série télévisée) : Jacqueline Midcult (épisode 3-23 « Oncle Charlie »)
- 1967 : Le Virginien (The Virginian) (série télévisée) : Mavis (épisode « Execution at Triste »)
- 1968 : Les Mystères de l'Ouest (The Wild Wild West), (série TV) - Saison 3 épisode 22, La Nuit de l'Amnésique (The Night of the Amnesiac), de Lawrence Dobkin : Cloris Colton
- 1968 : Un détective à la dynamite (A Lovely Way to Die) : Carol
- 1968 : Premiere (série télévisée) : Joan Mears
- 1968 : Les Règles du jeu (The Name of the Game) (série télévisée) : Phyllis Hoak (épisode 1-5 « Nightmare »)
- 1969 : La Valse des truands (Marlowe) de Paul Bogart : Orfamay Quest
- 1969 : Les Reivers (The Reivers) : Corrie
- 1969 : Les Règles du jeu (The Name of the Game) (série télévisée) : Jesse Boone (épisode 2-2 « A Hard Case of the Blues »)
- 1970 : Quarantined (TV) : Ginny Pepper
- 1970 : Médecins d'aujourd'hui (Medical Center) (série télévisée) : Linda Atwood
- 1970 : Storefront Lawyers (en) (série télévisée) : Donna Brooks
- 1971 : Love Machine : Maggie Stewart
- 1971 : The D.A. (en) (série télévisée) : Georgia Young
- 1971 : Les Règles du jeu (The Name of the Game) (série télévisée) : Sandrelle (épisode 3-16 « Los Angeles 2017 »)
- 1972 : The Eyes of Charles Sand (TV) : Emily Parkhurst
- 1972 : Banyon (série télévisée) : Wanda
- 1972 : Docteur Marcus Welby (Marcus Welby, M.D.) (série télévisée) : Cecile Ramsey
- 1973 : The New Perry Mason (série télévisée) : Pat Morrisey
- 1973 : Police Story (série télévisée) : Bobbie
- 1974 : Love, American Style (série télévisée) : Sheila Fontaine (segment 'Love and the Flying Finletters')
- 1974 : Sur la piste du crime (The F.B.I.) (série télévisée) : Lee Thomas
- 1974 : Chase (série télévisée)
- 1974 : Insight (série télévisée) : Susan
- 1974 : The Underground Man (TV) : Marty Nickerson
- 1974 : Petrocelli (série télévisée) : Arlene Johnson
- 1974 : Le monstre est vivant (It's Alive) : Lenore Davies
- 1974 : L'Homme qui valait trois milliards (The Six Million Dollar Man) (série télévisée) : Angie Walker
- 1974 : Police Story (série télévisée) : Bobbie
- 1974 : Sergent Anderson (Police Woman) (série télévisée) : Marcia Gordon
- 1975 : Emergency! (série télévisée) : Catherine
- 1975 : Harry O (série télévisée) : Pauline
- 1975 : Dossiers brûlants (Kolchak: The Night Stalker) (série télévisée) : Lila Morton
- 1975 : Police Story (série télévisée) : Kathy Sherman
- 1974 : Wide World Mystery (série télévisée) : Linda / ...
- 1975 : Un shérif à New York (McCloud) (série télévisée) : Holly Dayton
- 1975 : Bronk (série télévisée)
- 1976 : The Premonition : Sheri Bennett
- 1976 : Sergent Anderson (Police Woman) (série télévisée) : Hallie
- 1976 : Gibbsville (série télévisée)
- 1978 : The Young Runaways (TV) : Mamma Doyle dans Disneyland (série télévisée) : Mamma Doyle
- 1978 : L'Homme de l'Atlantide (Man from Atlantis) (série télévisée) : Charlene Baker
- 1978 : The Fifth Floor : Melanie
- 1979 : La Dernière Chevauchée des Dalton (The Last Ride of the Dalton Gang) (TV) : Flo Quick
- 1979 : Madame Columbo (Mrs. Columbo) (série télévisée) : Dorothy Hunt
- 1977 : Hawaï police d'État (Hawaii Five-O) (série télévisée) : Inspecteur Lori Wilson (13 épisodes, 1977-1980)
- 1980 : Garçonne (Out of the Blue) : Kathy Barnes
- 1980 : Le Diable en boîte (The Stunt Man) : Denise
- 1980 : Rage! (TV) : Dottie
- 1980 : Enos (série télévisée)
- 1981 : Separate Ways : Karen Haskell
- 1981 : Born to Be Sold (TV) : Joan Helick
- 1983 : Hooker (T.J. Hooker) (série télévisée) : Irene Gordon
- 1983 : Small & Frye (série télévisée) : Rita
- 1983 : Œil pour œil (Lone Wolf McQuade) : Molly
- 1983 : Sweet Sixteen (Sweet 16) : Kathy Hopkins
- 1984 : La Nuit de la comète (Night of the Comet) de Thom Eberhardt : Doris
- 1985 : La Ligne de chance (Rituals) (série télévisée) : Cherry Lane
- 1987 : L'amour ne s'achète pas (film) (Can't Buy Me Love) : Mme Mancini
- 1989 : One Man Force : Shirley
- 1989 : Freddy, le cauchemar de vos nuits (Freddy's Nightmares) (série télévisée) : Mme Wax
- 1991 : Un homme fatal (France: DVD title) (Lonely Hearts) : Louise
- 1991 : Les Feux de l'amour (The Young and the Restless) (série télévisée) : Florence 'Flo' Webster Adams (1991-1999)
- 1992 : Matlock (série télévisée) : Rose Ballou
- 1993 : Vengeance sur parole (Sworn to Vengeance) (TV) : Sylvia Haskell
- 1993 : Arcade (vidéo) : La mère d'Alex
- 1994 : Un cadeau du ciel (A Gift from Heaven) : Ma Samuals
- 1995 : Yakuza Connection (TV) : Lois
- 1995 : Beyond Desire : Shirley
- 1997 : Timeless Obsession : Mme Sparrow
- 1997 : Last Chance Love : Mme Worthington
- 1999 : JAG (série télévisée) : Mary Hanratti